# Mordechai Gebirtig

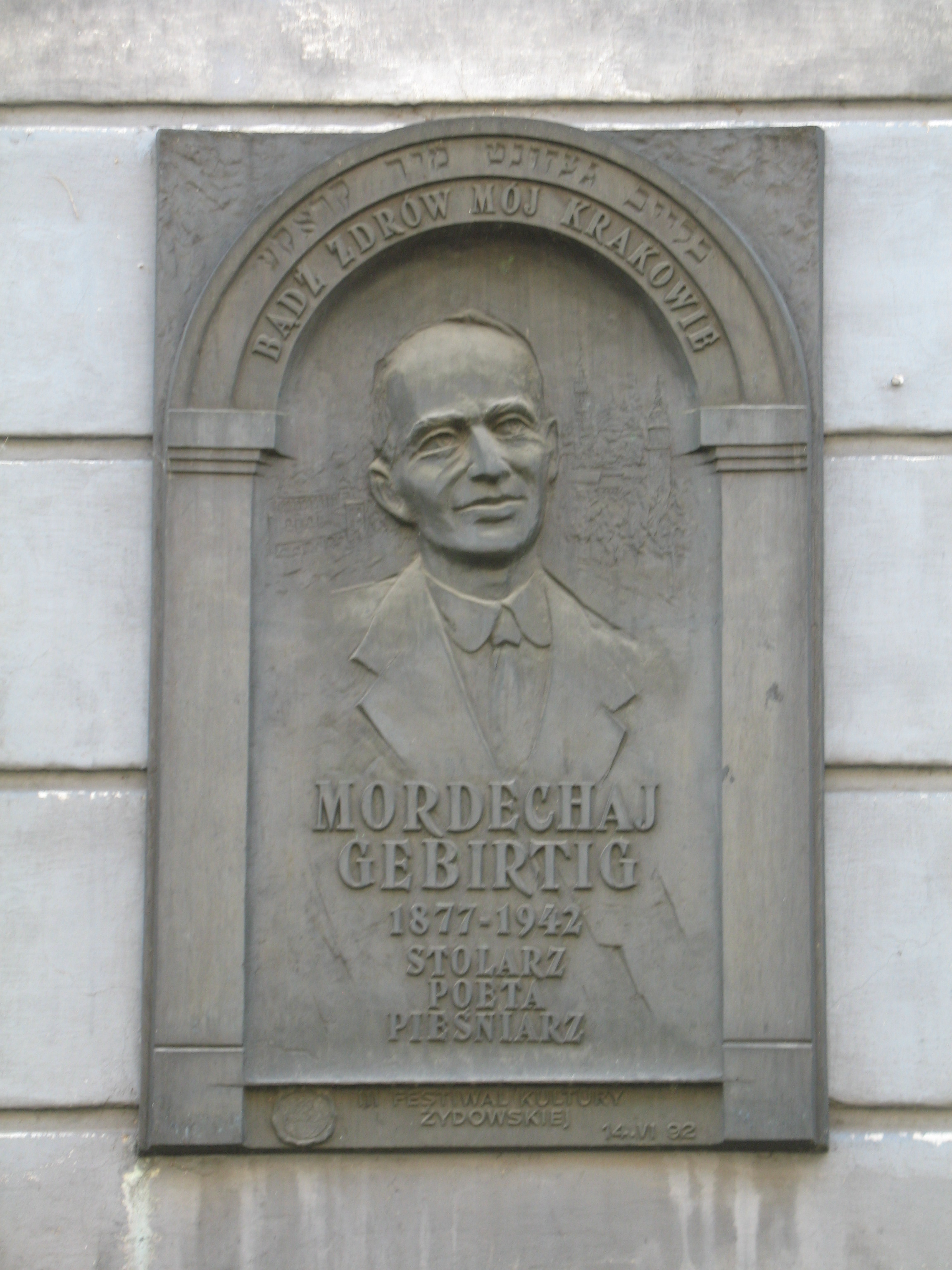
Herdenkingsplaquette voor Mordechai Gebirtig op de gevel van zijn voormalige woonhuis in de Berka Joselewiczastraat 5 in Krakau

Mordechai Gebirtig, geboren als Markus Bertig (Krakau, 4 mei 1877 – Krakau, 4 juni 1942), was een Poolse dichter en schrijver van het Jiddische lied.

## Levensloop
Mordechai Gebirtig werd geboren in Krakau en bracht zijn hele leven in de Joodse wijk door, waar dat werd beëindigd door een nazi-kogel in het getto op de beruchte ‘Bloedige Zondag’ van 4 juni 1942. Hij is de meest toonaangevende artiest in de Jiddische zang en volksmuziek. Gebirtig diende vijf jaar in het Oostenrijks-Hongaarse leger. Hij was autodidact in muziek, speelde op de herdersfluit en met één vinger op het toetsenbord van de piano. Hij verdiende de kost als meubelmaker, maar zijn hart ging uit naar de muziek en het theater. Hij was politiek actief in de proletarisch-socialistische partij, die Joodse culturele onafhankelijkheid in een democratisch en socialistisch Polen nastreefde.

### Gebirtigs muziek
Vanaf 1906 was hij lid van de Joodse Amateur Theatergroep in Krakau. Hij schreef muziek- en theaterrecensies voor de Jiddische uitgave van een socialistische krant. In deze entourage gedijde Gebirtig, aangemoedigd door onder meer de schrijver en Jiddische culturele activist Avrom Reyzn. Hij verrijkte zijn talent met de taal, thema’s, toon en klank van de kunst in zijn omgeving, daarbij deels de muzikale traditie volgend van de populaire cabaretiers, zoals de Broder Zangers, die op hun beurt voortkwamen uit de oudere en nog vitale traditie van de batkhns, (jesters) volkskunst.

### Volksrepertoire
In 1920 publiceerde hij zijn eerste liederenbundel, die hij Folkstimlekh ('van het volk') doopte. Zijn liederen verspreidden zich snel, soms nog voor ze gepubliceerd waren. Velen beschouwden ze als volksliederen van anonieme auteurs. Overgenomen door vooraanstaande Jiddische acteurs, zoals Molly Picon, werden Gebirtigs liederen onderdeel van zowel reguliere als geïmproviseerde Jiddische theaterproducties. Zonder overdrijving kan gesteld worden dat Gebirtigs liederen de aardbol over gingen.

### Bekendheid en werk
Gebirtig is het meest bekend van zijn lied, "s' Brennt" (‘t Brandt), geschreven in 1938 in reactie op de pogrom van 1936 in het stadje Przytyk. Het lied luidde de noodklok voor de naderende catastrofe, die bekend zou worden als de Holocaust. Door de Joodse jeugd van Krakau werd het al snel opgepakt als strijdlied tegen de nazi’s.
In het lied "’s Tut vey" ('t Doet pijn'), gaat Gebirtig gebukt onder de afwezigheid van de solidariteit van de Polen met hun Joodse medeburgers tijdens de onderdrukking door de nazi-bezetters.

## Biblio-/discografie
- ‘Mayn Fayfele’, Songs of Gebirtig, a musical portrait by Mariejan van Oort & Jacques Verheijen, De Maatschap, 2003.
- 'Mijn liederen/Majne lider', vertaling van David Omar Cohen, Uitgeverij HetMoet, 2020 (ISBN 9789083018362).